# Český stavák
Český stavák je plemeno holuba domácího typické velkým voletem a zvláštním způsobem letu. V České republice je to nejčastěji chované plemeno holubů.
Je to holub střední velikosti, subtilní, ale s dobře vyvinutou hrudí. Hlava je typická širokým a strmým čelem a mírně zploštělým temenem. Vole je středně velké, hruškovitého tvaru, v dolní části mírně podvázané. Záda jsou úzká. Křídla českého staváka jsou silná, dobře vyvinutá a spíše kratší, ruční letky se nekříží a složená křídla končí 2 cm před koncem ocasu. Nohy jsou středně dlouhé, běháky a prsty nejsou opeřené. Zobák je středně dlouhý, vždy světle růžový, ozobí jen málo vyvinuté. Oči jsou perlové barvy, jen holubi bílí, plamínci a sedlatí mají oko vikvové. Obočnice jsou hladké, výrazné a červené.
Český stavák se chová ve velkém množství barevných i kresebných rázů. Vyniká sytostí a čistotou barev a leskem opeření, některé rázy českého staváka jsou v tomto ohledu již spíše barevní holubi. Nejrozšířenější jsou staváci sedlatí a plamínci.
Český stavák je dobrý letec a je schopný polaření, může si sám hledat potravu na polích a uletí dlouhé vzdálenosti. Jeho let je přerušovaný tzv. stavěním: pták v letu silně zatleská křídly, postaví se kolmo vzhůru, přitiskne křídla k tělu a propadne se i o několik metrů. Podobné hry s křídly či ocasem, které pták provádí na zemi, se označují jako orlování, např. když holub roztahuje ocas do trojúhelníku a vrká na holubice.